# Mario Romo
Mario Romo, né en 1980 à Utrecht (Pays-Bas), est un criminel néerlandais condamné à la prison à perpétuité, opérant pour l'organisation Mocro Maffia de Ridouan Taghi.
Ayant planifié l'assassinat de plusieurs personnes dans la pègre néerlandaise, il est arrêté le 27 mai 2019 à Paramaribo au Suriname avant d'être extradé et jugé aux Pays-Bas.
Le 27 février 2024, à l'occasion du procès Marengo, il est condamné à une peine de prison à perpétuité.

## Biographie

### Naissance et enfance
Mario Romo naît à Utrecht aux Pays-Bas au sein d'une famille venue du Suriname. Peu intéressé par l'école, il intègre avec son frère Mao Romo, le groupe "Bad Boys" de Nieuwegein fondé par Ridouan Taghi et composé du chef, Saïd Razzouki et Musa Kasem, et adopte ainsi le surnom "Piet",.

### Affaires criminelles
Le 17 février 2016, il est arrêté par la police néerlandaise à Utrecht après la découverte de munitions d'armes dans un appartement. Il entre rapidement dans le cadre des enquêtes 26Koper, le soupçonnant de faire partie d'une organisation criminelle.
Après le décryptage de messages Pretty Good Privacy, la justice néerlandaise parvient à donner un rôle à Mario Romo dans l'organisation de Ridouan Taghi, celle de la recherche de témoins et de personnes qui "en savent plus que ce qu'ils doivent savoir" afin qu'ils soient abattus, ainsi que la logistique pour les assassinats. Le décryptage révèle également les planifications d'assassinats de Karim Bouyakhrichan et Danny K..

## Arrestation et enquêtes
Le 27 mai 2019, il est arrêté à Paramaribo avec son frère Mao Romo pour le meurtre de Ronald Bakker à Huizen en septembre 2015. Un troisième suspect arrêté est Alejandro P., travaillant pour Ridouan Taghi et Naoufal Fassih. Mario Romo aurait envoyé les tueurs à gages pour effectuer cet assassinat. Lors de cette arrestation, Mario Romo se trouvait avec sa femme dans un hôtel.
Selon les autorités surinamaises, Mario Romo aurait un lien proche avec le criminel Ridouan Taghi.
Après le décryptage de messages Pretty Good Privacy des réseaux de communication EncroChat et Sky ECC, la justice néerlandaise parvient à lire des messages envoyés entre Mario Romo et Morad Taghi (frère de Ridouan) en octobre 2015 sur le sujet de corruption d'avocats. Des messages datant du 22 août 2015 entre Mario Romo et Ridouan Taghi révèlent également la planification de l'assassinat de Ronald Bakker, qui était un vendeur de téléphones cryptés, soupçonné par Taghi d'avoir parlé avec la police. Après une attaque à la lance roquette déjouée par les services secrets, Mario Romo parvient tout de même à faire assassiner le magasinier le 9 septembre 2015.
Le 29 mai 2019, les frères Romo sont extradés et livrés à l'aéroport d'Amsterdam-Schiphol aux Pays-Bas,. Plus tard, ils sont officiellement placés parmi les suspects dans le procès Marengo.

## Procès et condamnation
Le 28 mai 2021, lors d'une audience du procès Marengo, Mario Romo adopte la loi du silence concernant l'assassinat d'Abderrahim Belhadj en mai 2016 à Amsterdam.
Le 27 février 2024, il est condamné à de la prison à perpétuité dans le cadre du procès Marengo, ce qui est de même pour le chef Ridouan Taghi et son bras droit Saïd Razzouki,,.

### Ouvrages
Cette bibliographie est indicative.
Cette bibliographie est indicative.
 : document utilisé comme source pour la rédaction de cet article.
- (nl) Wouter Laumans et Marijn Schrijver, Mocro Maffia, Lebowskipublishers, 2015, 256 p. (ISBN 978-90-488-2803-6)
- (nl) Wouter Laumans et Marijn Schrijver, Wraak, Amsterdam, Lebowski, 2019, 224 p. (ISBN 978-90-488-3621-5)